# Köppern
Köppern is een plaats in de Duitse gemeente Friedrichsdorf, deelstaat Hessen.